# Скопа (провінція Верчеллі)
Скопа (італ. Scopa, п'єм. Scòpa) — муніципалітет в Італії, у регіоні П'ємонт, провінція Верчеллі.
Скопа розташована на відстані близько 560 км на північний захід від Рима, 90 км на північ від Турина, 60 км на північний захід від Верчеллі.
Населення — 390 осіб (2014).

## Демографія
Населення за роками:

Станом на 1 січня 2023 року в муніципалітеті офіційно проживало 17 іноземців з 8 країн, серед них 3 громадяни країн Євросоюзу та 6 громадян України.

## Сусідні муніципалітети
- Бальмучча
- Боччолето
- Гуардабозоне
- Постуа
- Скопелло
- Вокка